# Bosnien och Hercegovinas självständighetsdag
Bosnien och Hercegovinas självständighetsdag (bosniska: Dan nezavisnosti Bosne i Hercegovine, kroatiska: Dan neovisnosti/nezavisnosti Bosne i Hercegovine, serbiska: Дан независности Босне и Херцеговине) är en nationell helgdag som firas den 1 mars till minne av då Bosnien och Hercegovina blev självständigt från Jugoslavien 1992, efter en  folkomröstning den 29 februari och 1 mars detta år. 
Bosnien och Hercegovinas självständighetsdag firas endast i Federationen Bosnien och Hercegovina, medan man i Republika Srpska bojkottar dagen, och i stället firar 9 januari. Milorad Dodik, president för Republika Srpska, sade att självständighetsdagen "är en heldag för bosniakerna, och vi är inte emot det, men det är inte en heldag som firas i Republika Srpska".

### Fotnoter
1. ↑  Brunn et al. Lund-Lack, sid. 1641.
2. ↑  Kaletovic, Bedrana (3 mars 2012). ”BiH marks independence, but not all celebrate”. Southeast European Times. http://www.setimes.com/cocoon/setimes/xhtml/en_GB/features/setimes/features/2012/03/03/feature-02. Läst 3 april 2012.